# Jean Koos
 (octobre 2019).
Jean Koos, né le 7 août 1932 à Nantes et mort le 15 juillet 2008 à Quincey, est un footballeur français. Il évoluait au poste de défenseur.

## Biographie
Jean Koos évolue pendant trois saisons avec le club du Havre AC, puis pendant deux saisons avec l'équipe du Racing Besançon.
Il dispute un total de 107 matchs en Division 2, marquant un but. Il inscrit son seul et unique but dans ce championnat le 16 février 1958, au Stade de la Cavée verte, lors de la réception du CA Paris (victoire 2-0 du Havre).